# شهرستان هواییوان
شهرستان هواییوان (به لاتین: Huaiyuan County) یک منطقهٔ مسکونی در چین است که در بنگبو واقع شده‌است.